# R4: Ridge Racer Type 4
R4: Ridge Racer Type 4 è un videogioco di guida sviluppato e pubblicato da Namco nel 1998 per PlayStation. È il quarto videogioco della serie Ridge Racer.
Come per il precedente Rage Racer, è stato pubblicato unicamente per console casalinghe, e non è stato reso disponibile per arcade. Inoltre è l'ultimo videogioco della serie ad essere pubblicato per PlayStation prima di Ridge Racer V, uscito per PlayStation 2.
Il gioco comprende otto circuiti immaginari (localizzati tra Stati Uniti e Giappone) e 321 veicoli, sbloccabili attraverso le modalità Grand Prix e Extra Trial. Nella modalità Grand Prix, i giocatori selezionano una delle quattro squadre: R.C. Micro Mouse Mappy (Francia), Pac Racing Club (Giappone), Racing Team Solvalou (Italia) e Dig Racing Team (Stati Uniti), e uno dei quattro costruttori: Age Solo (Francia), Lizard (Stati Uniti), Assoluto (Italia) e Terrazi (Giappone). La scelta della squadra influenzerà la difficoltà generale del gioco, mentre il costruttore influenzerà il tipo di guida delle auto. Raggiungendo gli obiettivi minimi richiesti nelle gare, a seconda dei risultati raggiunti e della combinazione squadra/costruttore, si otterranno nuove vetture. Nella modalità Extra Trial, sbloccabile dopo aver completato la modalità Grand Prix, si dovrà gareggiare contro dei veicoli speciali (uno per costruttore). Una volta sbloccate tutte e 320 le auto, si sbloccherà l'ultimo veicolo speciale, dedicato a Pac-Man, insieme a un nuovo brano musicale.
R4: Ridge Racer Type 4 è stato il primo titolo della serie su Playstation ad utilizzare l'ombreggiatura sui poligoni, dando al gioco una profondità visiva superiore ai precedenti capitoli. È inoltre il primo videogioco della serie ad utilizzare il sistema dello schermo diviso a metà nel caso di gara multiplayer.
Nel marzo 2011 è stato ripubblicato come PSOne Classic dal PlayStation Network per PlayStation Portable e PlayStation 3 in America del Nord (compatibile anche con PlayStation Vita), mentre a giugno dello stesso anno in Europa. Nel 2018 è inserito nel catalogo dei giochi della console PlayStation Classic. Il 21 marzo 2023 è stato ripubblicato per PlayStation 4 e PlayStation 5, sia come titolo acquistabile separatamente, che come aggiunta al catalogo di titoli presenti nell'abbonamento PlayStation Plus Premium.
Reiko Nagase torna in questo capitolo ad essere l'idol mascotte della serie dopo Rage Racer.